# John Butler (muzyk)

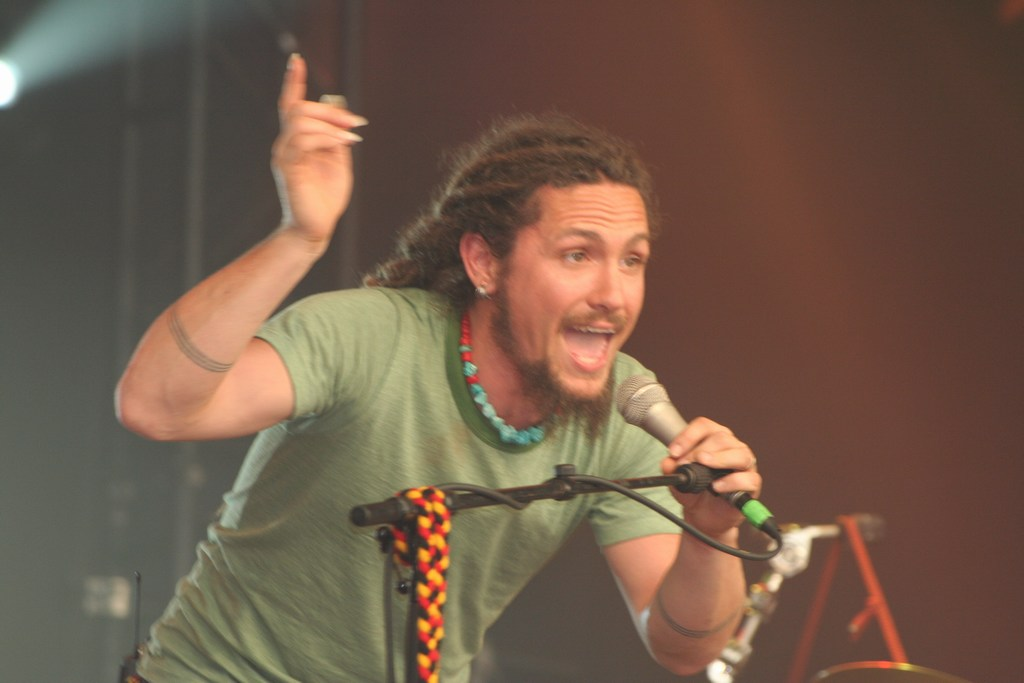
John Butler

John Butler (ur. 1 kwietnia 1975 w Torrance w Kalifornii) – australijski muzyk folkowy, multiinstrumentalista. Gra na harmonijce, didgeridoo, perkusji i różnych, wzmacnianych elektronicznie, akustycznych instrumentach, takich jak gitara 11-strunowa, lapsteel i banjo. Jego styl gry jest dźwięczny, melodyjny i oryginalny. Łączy on wschodnie i zachodnie style, takie jak blues, muzyka indiańska i celtycka. Słynne są jego fascynujące partie solowe m.in. w utworach ‘Ocean’, ‘Mist’, ‘Spring’ czy 'Under an Indian Sky’. Lider The John Butler Trio.
26 stycznia 1986 przeprowadził się do Australii wraz z matką Australijką oraz ojcem, który pochodzi z Ameryki. Kiedy miał 16 lat, rozpoczął naukę gry na gitarze. Otrzymał on od babci gitarę Dobro z 1930 roku, należącą do jego dziadka. Jest ona wciąż jedną z najcenniejszych pamiątek Johna Butlera.
W 1996 roku wstąpił do Curtin University w Perth z zamiarem zostania nauczycielem sztuki. Tam też poznał „open tuning” (strój otwarty), co pozwoliło mu na granie muzyki celtyckiej i indiańskiej. Jego domowe kompozycje dały mu duży rozgłos. W połowie 1996 roku wydał samodzielnie nagraną kasetę ze swoimi instrumentalnymi kompozycjami, która otrzymała tytuł „Searching for Heritage” i rozeszła się w 3000 egzemplarzy w Perth.
Pod koniec 1996 roku porzucił naukę w Curtin University w pogoni za karierą muzyczną. Rozpoczął granie na otwartych scenach muzycznych. Po dorośnięciu w Pinjarra Butler rozpoczął swoją muzyczną karierę jako wędrowny muzyk w Fremantle, jeszcze przed osiągnięciem aktualnej sławy.
Używa głównie strun Maton 12, instrumenty zaś wzmacnia sprzętem Marshall Amplification JMP Super Lead Head z paczką Marshall 4x12, rozpoznawalną za sprawą dużego Australijskiego Krzyża Południa namalowanego na froncie. Butler do uzyskania unikalnego dźwięku używa wielu efektów; głównie są to: distortion, reverb/delay oraz wah-pedal, czyli popularna kaczka. Używa charakterystycznej, 12 strunowej gitary, wykonanej dla niego przez firmę Maton.
Jest łatwo rozpoznawalny, głównie za sprawą swoich dredów oraz długich, akrylowych paznokci, które pozwalają mu grać w unikalnym „picking style”. Znany z mnogości swoich koncertów oraz wspaniałego kontaktu z publicznością.